# Leśniczówka Lipie
Leśniczówka Lipie – część miasta Starachowice. Leży na wschodzie miasta, w rejonie ulicy Iłżeckiej.